# Buongiorno, elefante!
Buongiorno, elefante! o Sabù, principe ladro è un film del 1952 diretto da Gianni Franciolini.

## Trama
Roma: Carlo Caretti è un insegnante elementare, con un magro stipendio, moglie e quattro figli a carico. Una mattina, tornando da scuola, si ritrova accidentalmente a fare da cicerone al "sultano di Nagor", con il quale attraversa Roma ed una serie di peripezie. A sera Carlo presenta il sultano alla sua famiglia, questi gioca e si affeziona ai bambini. Una volta tornato in patria invia a Carlo un piccolo elefante, Nabu, dono per i figli. L'elefante è dapprima fonte di nuovi guai, in famiglia e nel caseggiato in cui abitano i Caretti. L'acquisto dell'elefante da parte dello zoo permetterà tuttavia a Carlo di risolvere i suoi problemi economici: pagare i debiti e ritornare nella propria abitazione, dalla quale era stato sfrattato con i suoi familiari.

## Produzione

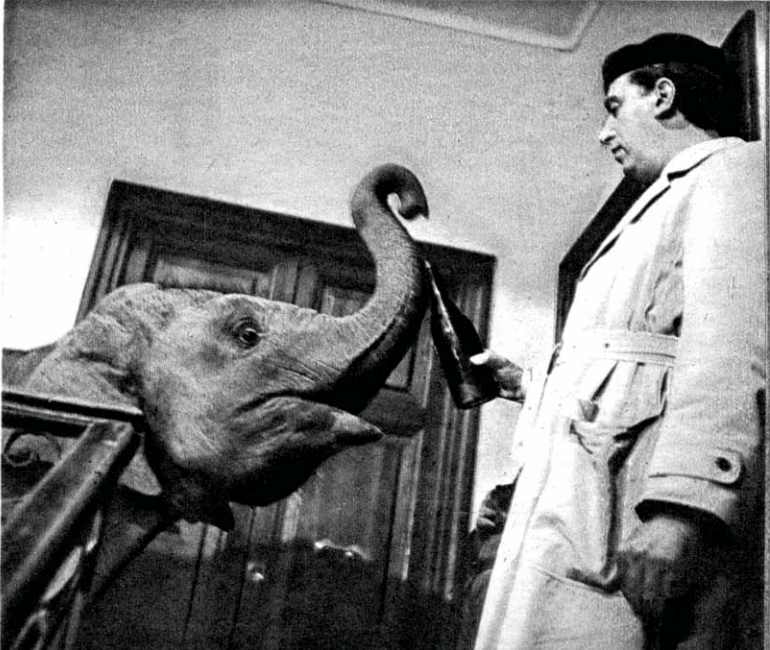
Franciolini con l'elefantino Remo sul set del film

Gli sceneggiatori di Buongiorno, elefante! sono Cesare Zavattini e Suso Cecchi D'Amico, già sceneggiatori l'anno prima di Miracolo a Milano diretto da Vittorio De Sica, protagonista del film. Come in Miracolo a Milano, nel film di Franciolini «alle istanze del Neorealismo si unisce la dimensione favolistica».

## Distribuzione
Uscito nei cinema nel marzo 1952, partecipò il 4 luglio 1952 al Festival di Locarno, ottenendo una buona accoglienza.

## Critica
(Ferruccio Valobra, Rassegna del Film, 3 aprile 1952)